# Arnekhamani
Arnekhamani war ein nubischer König.
Er ist hauptsächlich von seinen Bauarbeiten am Apedemaktempel in Musawwarat es Sufra bekannt, den er wohl auch errichtete. Der Tempel ist unfertig; wahrscheinlich starb der Herrscher, bevor er ihn fertigstellen konnte. Sein Bestattungsort und damit seine Pyramide sind unbekannt. Arnekhamani kann um die Zeit von 220 v. Chr. datiert werden. Der Herrscher änderte nämlich seinen königlichen Namen von „Arnekhamani geliebt von Amun“ zu „Arnekhamani geliebt von Isis“. Das letztere orientiert sich deutlich an dem Namen von Ptolemaios IV., der 221 v. Chr. den Thron bestieg und sich auch „geliebt von Isis“ nannte.

## Titel
- Horusname: Kanacht Merimaat
- Thronname: Cheperkare
- Eigenname: Arnekhamani (meri-Imenu – geliebt von Amun) und (meri-aset – geliebt von Isis)